# جون إسترادا
جون إسترادا هو عارض وممثل فلبيني، ولد في 13 يونيو 1973 بكيزون في الفلبين.

## وصلات خارجية
- جون إسترادا على موقع IMDb (الإنجليزية)
- جون إسترادا على موقع قاعدة بيانات الفيلم (الإنجليزية)